# Domingo y la niebla
Domingo y la niebla es una película dramática costarricense de 2022 dirigida por Ariel Escalante Meza. Tuvo su estreno internacional el 25 de mayo de 2022 en la 75.ª edición del Festival Internacional de Cine de Cannes en competencia por el Un Certain Regard, convirtiéndose así en la única película costarricense y centroamericana en competir en esta sección. Fue seleccionada como la entrada costarricense a Mejor Película Internacional en la 95.ª edición de los Premios Óscar.

## Sinopsis
La casa de Domingo, en las montañas de Costa Rica, está a punto de ser expropiada debido a la construcción de una autovía. Pero sus terrenos esconden un secreto: el fantasma de su difunta mujer le visita entre la niebla. Domingo está decidido: nunca cederá sus terrenos, aunque eso signifique recurrir a la violencia.

## Reparto
- Carlos Ureña como Domingo
- Sylvia Sossa como Sylvia
- Esteban Brenes Serrano como Yendrick
- Arias Vindas como Paco

## Producción
Fue rodada en Cascajal, Costa Rica con la participación de 50 ciudadanos.
Participó en el Festival de Cannes edición 75° en el que fue nominada sin obtener el premio.

## Premios
| Año  | Premio             | Categoría         | Candidato            | Resultado |
| ---- | ------------------ | ----------------- | -------------------- | --------- |
| 2022 | Festival de Cannes | Un certain regard | Ariel Escalante Meza | Nominada  |